# باسيل إيرني
باسيل إيرني هو لاعب كرة قدم سويسري، ولد في 2 يونيو 2000 في مانيدورف في سويسرا.